# Бэйли, Эйс
Э́йриус «Эйс» Бэ́йли (англ. Airious "Ace" Bailey; род. 13 августа 2006, Чаттануга, Теннесси) — американский баскетболист, выступающий в НБА за команду «Юта Джаз». Играет на позиции лёгкого форварда.

## Ранние годы
Родился и вырос в Чаттануге, Теннесси, где занимался баскетболом в школе Бойд-Бьюкенен. Перед вторым годом в старшей школе переехал в Паудер Спрингс, Джорджия, поступив в школу Макичерн. В своём третьем сезоне в старшей школе набирал в среднем за игру 22 очка, 14 подборов, 3 передачи и 4 блок-шота. В следующем сезоне улучшил показатели до 32,5 очка, 15,5 подбора, 3,5 передачи и 2,4 блок-шота в среднем за встречу, а также получил приглашения на матчи McDonald’s All-American, Jordan Brand Classic и Nike Hoop Summit и награду «Мистер баскетбол Джорджия».

## Карьера в колледже
15 января 2023 года согласился присоединиться к баскетбольной команде Ратгерского университета, отказавшись от предложений «Огайо Стэйт», «Кентукки», «Канзаса», «Техаса» и «Орегона». В своём единственном сезоне в колледже сыграл 30 матчей, набирая в среднем за встречу 17,6 очка, 7,2 подбора, 1,3 передачи, 1 перехват и 1,3 блок-шота. Также Бэйли попал в сборную первокурсников конференции Big Ten. В апреле 2025 года Эйс заявил о том, что выставит свою кандидатуру на предстоящий драфт НБА.

## Карьера в НБА
В преддверии драфта НБА 2025 года Бэйли отказался от просмотра в некоторых пригласивших его командах, включая «Филадельфию Севенти Сиксерс», которая обладала 3-м выбором на драфте. В итоге Эйс был выбран на драфте под общим 5-м номером командой «Юта Джаз» и 2 июля подписал с ней контракт. 5 июля 2025 года дебютировал в Летней лиге Солт-Лейк-Сити в матче против «Филадельфии», набрав 8 очков и 7 подборов за 25 сыгранных минут. Во второй встрече турнира против «Мемфис Гриззлис» провёл на площадке 35 минут, набрал 18 очков, 7 подборов и 3 передачи и реализовал 3 из 5 своих трёхочковых бросков.

## Статистика

### Статистика в NCAA
| Сезон | Команда | Conf    | Class | GP | GS | MPG  | FG%  | 3P%  | FT%  | RPG | APG | SPG | BPG | PPG  |
| --- | ------- | ------- | ----- | -- | -- | ---- | ---- | ---- | ---- | --- | --- | --- | --- | ---- |
| 2024/25 | Ратгерс | Big Ten | FR    | 30 | 30 | 33,3 | 46,0 | 34,6 | 69,2 | 7,2 | 1,3 | 1,0 | 1,3 | 17,6 |
| Всего | Всего   | Всего   | Всего | 30 | 30 | 33,3 | 46,0 | 34,6 | 69,2 | 7,2 | 1,3 | 1,0 | 1,3 | 17,6 |
| Наведите курсор мыши на аббревиатуры в заголовке таблицы, чтобы прочесть их расшифровку Статистика приведена с сайта sports-reference.com |         |         |       |    |    |      |      |      |      |     |     |     |     |      |